# Mazda CX-80
Mazda CX-80 — кросовер середнього розміру з трьома рядами сидінь, який виробляє японський автовиробник Mazda, виробництво якого розпочали у 2024 році. 

## Опис

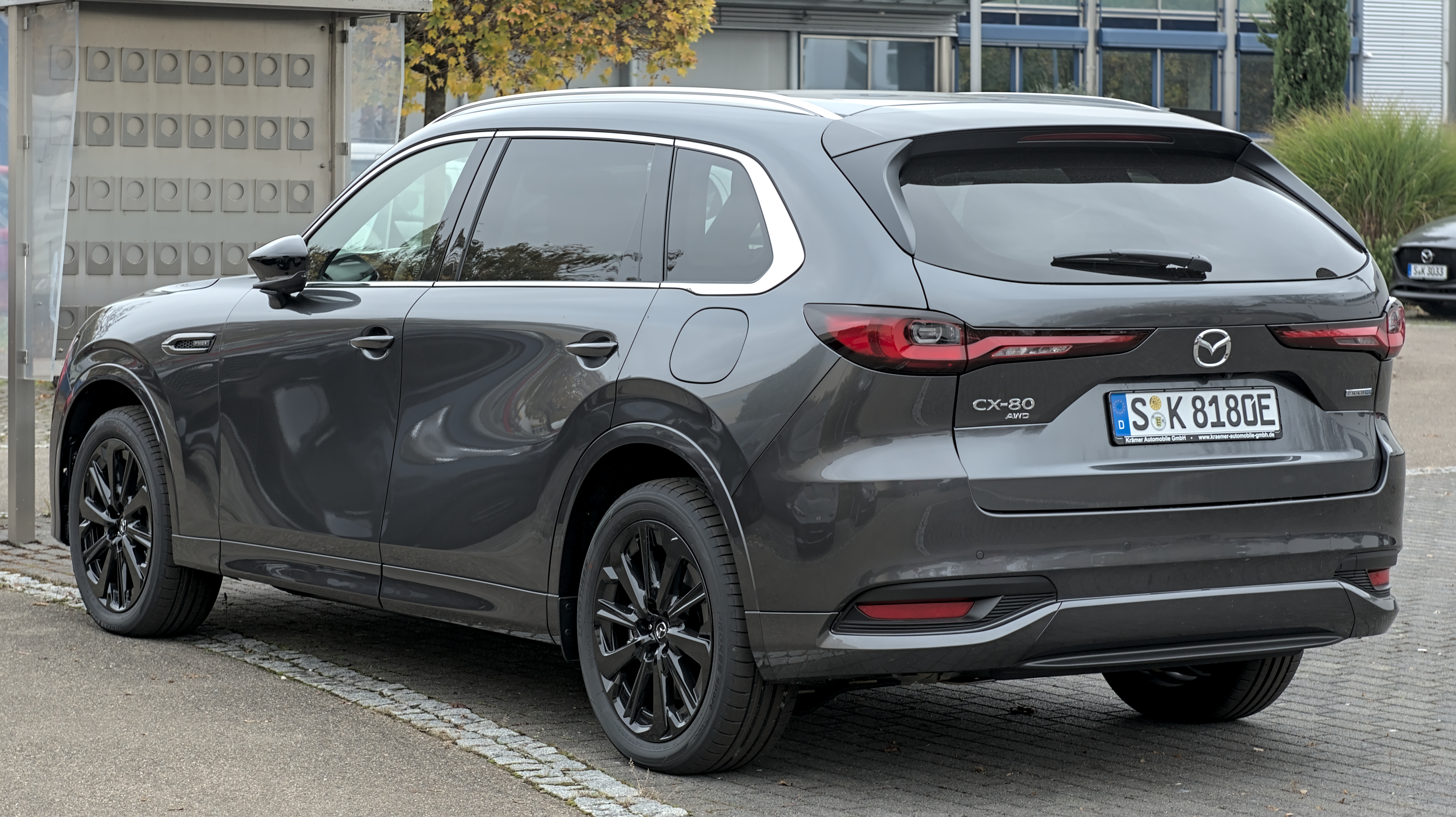
Mazda CX-80 PHEV

Розроблений на основі коротшого п'ятимісного CX-60, CX-80 є четвертим за рахунком. автомобіль для використання заднього та повного приводу Mazda з поздовжнім розташуванням двигуна, класифікованого як велика група продуктів, з тим самим силові агрегати, знайдені в CX-60, включаючи плагін-гібрид.

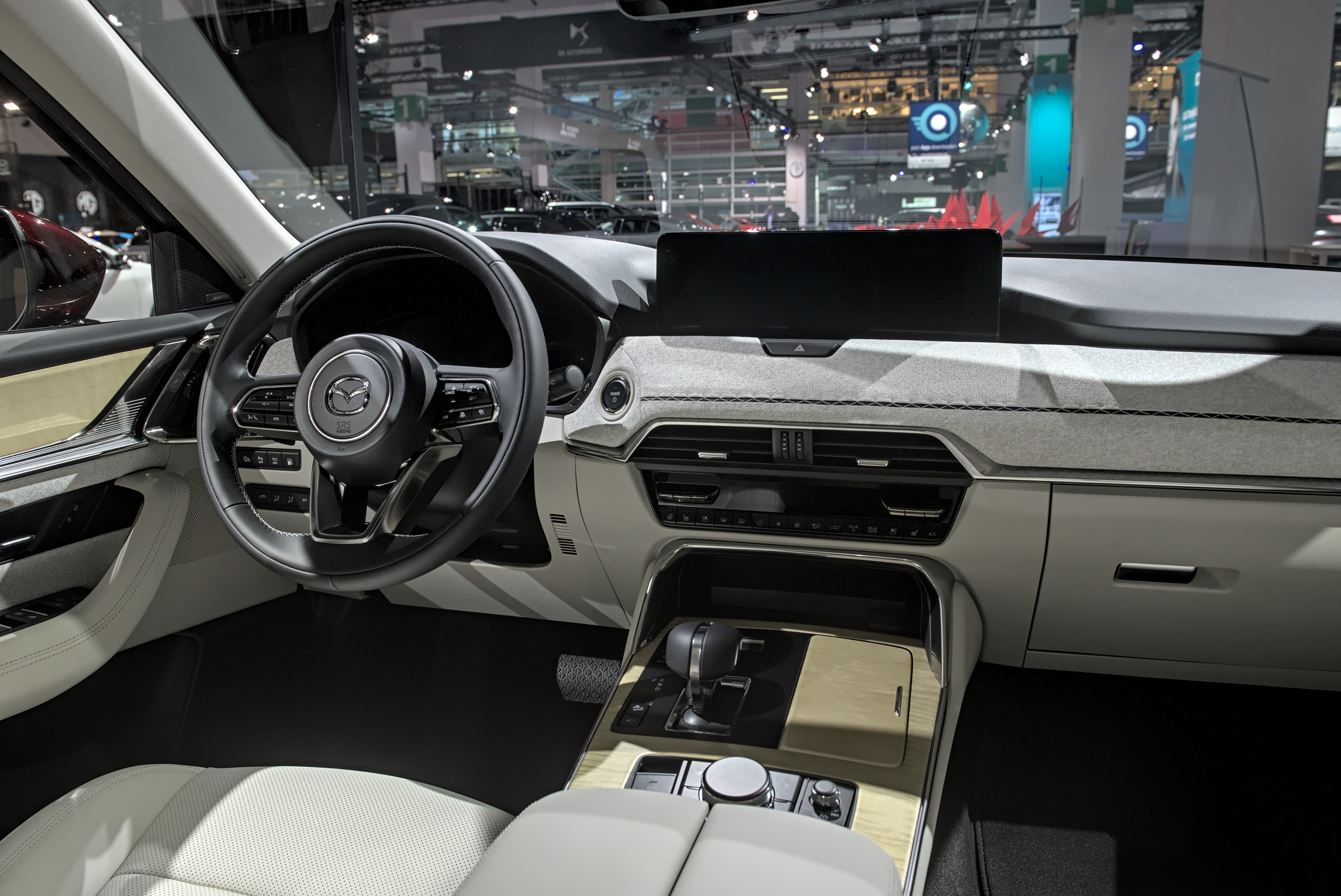

CX-80 продається в Японії, Європі, Австралії та Азії, тоді як Північна Америка отримує CX-90 з широким кузовом. Це флагманська модель у Європі та Японії, тоді як в Австралії та деяких країнах Азії це менша пропозиція поряд із CX-90. Він замінив CX-8 на ринках, де його було припинено.

## Двигуни
Бензиновий:
- 3.3 L e-Skyactiv G turbo I6 284 к.с. (mild hybrid)

Plug-in hybrid:
- 2.5 L e-Skyactiv PHEV I4 327 к.с.

Дизельні:
- 3.3 L Skyactiv-D T3-VPTS turbo I6 231 к.с.
- 3.3 L e-Skyactiv-D T3-VPTS turbo I6 254 к.с. (mild hybrid)